# プリンアナログ
プリンアナログ(Purine analogue)は、代謝物質であるプリンの構造に似た代謝拮抗剤である。

## 例
- 核酸塩基アナログ
  - チオプリン - チオグアニン等のチオプリンは、急性白血病の治療や急性顆粒球性白血病の寛解のために用いられる。
    - アザチオプリン - 免疫抑制効果を持つ細胞毒性物質である。プロドラッグとして、臓器移植の際に拒絶反応を制御するために広く用いられる。非酵素的に切断され、DNA合成を阻害するプリンアナログであるメルカプトプリンとなる。免疫応答の誘導段階でリンパ球のw:clonal expansionを防ぐことにより、細胞性免疫と液性免疫の両方に影響を与える。また、自己免疫も抑制する。
    - メルカプトプリン
    - チオグアニン
- ヌクレオシドアナログ
  - クロファラビン
  - ペントスタチン及びクラドリビン - 主に有毛細胞白血病の治療に用いられるアデノシンアナログ。
- ヌクレオチドアナログ
  - フルダラビン - 複数のDNAポリメラーゼ、DNAプライマーゼ、DNAリガーゼIを阻害する。S期特異的である（DNA複製の間に活性が高まる）。

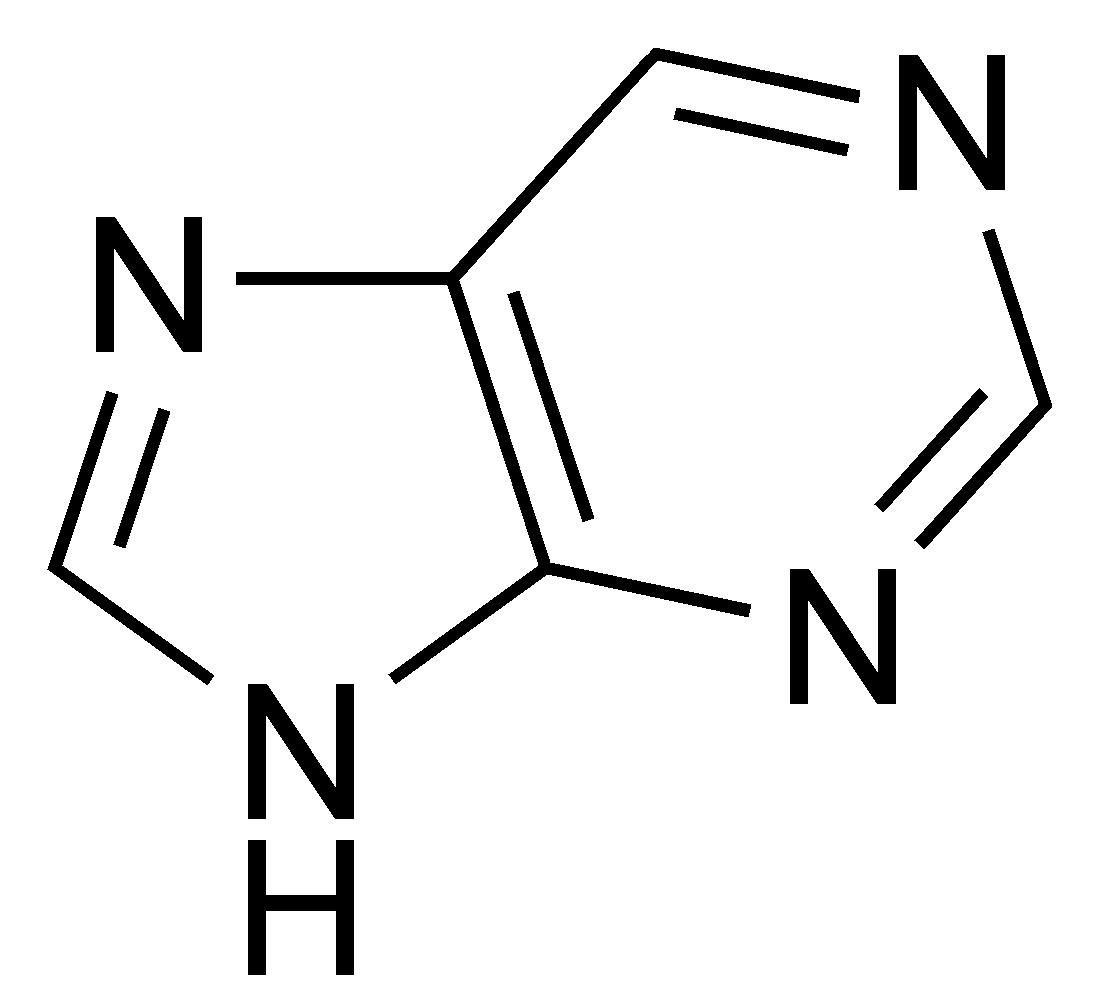
プリン (化学)
メルカプトプリン
チオグアニン
フルダラビン

## 医療利用
プリン代謝拮抗剤は、DNA複製を干渉することにより、癌の治療に一般的に用いられる。